# Georg Braun (futbolista)
|  | No s'ha de confondre amb Georg Braun. |

Georg Braun (Viena, 22 de febrer de 1907 - Linz, 22 de setembre de 1963) fou un futbolista austríac de la dècada de 1930.
Fou internacional amb Àustria, amb la qual participà en la Copa del Món de 1934.

## Palmarès
- Copa austríaca de futbol (1):
  - 1931